# La cruz (libro)
La cruz es un cuento del autor austriaco Stefan Zweig. Generalmente se encuentra incluido en un volumen, junto a otros relatos breves como Leporella, Amok o Historia de un ocaso.

## Argumento
En plena guerra franco-española (1810), un grupo de guerrilleros españoles atacan a un batallón francés por sorpresa. Un coronel del ejército imperial, herido en el ataque, queda perdido en el bosque. Su huida en busca de tropas francesas se convierte en su única esperanza.
El nombre del relato alude a una condecoración napoleónica que es el centro de la obra.